# Festival 2005
Festival 2005 è un DVD live dei Cure, uscito a novembre del 2006.

## Il video
Registrato durante l'estate 2005 in giro per i festival europei, questo DVD vede i Cure con la nuova formazione Smith-Gallup-Cooper-Thompson, nata pochi mesi prima. Per la prima volta dal 1982 non ci sono tastiere sul palco e questo modifica molto la struttura di molte delle canzoni, concepite invece con la presenza degli ex-tastieristi Tolhurst o O'Donnell.
Le scene video alternano riprese professionali, fatte da Daren Butler, a spezzoni ripresi dai fan stessi, cui erano state date all'ingresso delle videocamere dai membri della crew.
Dal DVD è stato estratto un EP di quattro canzoni, chiamato From Festival 2005 (Live Audio Version), scaricabile esclusivamente dal negozio digitale iTunes Music Store.

## Date e luoghi delle riprese
- 5 agosto - Festival Internacional de Benicàssim, Benicasim (Spagna)
- 10 agosto - Lokersee Festen, Lokeren (Belgio)
- 13 agosto - La Route du Rock, Saint-Malo (Francia)
- 18 agosto - Rock Oz'Arènes, Avenches (Svizzera)
- 20 agosto - Taormina Arte, Taormina (Italia)
- 26 agosto - Youth Days of Szeged, Seghedino (Ungheria)
- 28 agosto - Wuhleide Festival, Berlino (Germania)
- 1º settembre - Terravibe Festival, Atene (Grecia)
- 3 settembre - Rock'n Coke, Istanbul (Turchia)

## Tracce
1. Open
2. Fascination Street
3. alt.end
4. The Blood
5. A Night Like This
6. The End of the World
7. If Only Tonight We Could Sleep
8. The Kiss
9. Shake Dog Shake
10. Us or Them
11. Never Enough
12. The Figurehead
13. A Strange Day
14. Push
15. Just Like Heaven
16. Inbetween Days
17. From the Edge of the Deep Green Sea
18. The Drowning Man
19. Signal to Noise
20. The Baby Screams
21. One Hundred Years
22. Shiver and Shake
23. End
Encores
24. At Night
25. M
26. Play For Today
27. A Forest
28. Plainsong
29. Disintegration
30. Faith

## Formazione
- Robert Smith - voce, chitarra
- Simon Gallup - basso
- Jason Cooper - batteria
- Porl Thompson - chitarra